# 정상교 (충청북도의원)
정상교(1961년 3월 25일 ~ )는 대한민국 충청북도의회 의원이다.

## 학력
- 충주남산초등학교
- 충주미덕중학교
- 충주상업고등학교
- 청주사범대학(현 서원대학교) 상업교육과 졸업

## 경력
- 국회 이종근 의원실 비서
- 국민생활체육충청북도수상스키연합회 회장
- LG화재 새충주대리점 대표
- 2006.07 ~ 2010.06: 제5대 충청북도 충주시의회 의원
- 2014.07 ~ 2018.03: 제7대 충청북도 충주시의회 의원
- 2018년 7월 1일 ~ 2022년 4월 1일: 제11대 충청북도의회 의원

## 역대 선거 결과
|  | 22.81% |

|  | 11.82% |

|  | 23.50% |

|  | 59.86% |